# Корпанги
Корпанги — пресноводное озеро на территории Костомукшского городского округа Республики Карелии.

## Общие сведения
Площадь озера — 3 км², площадь водосборного бассейна — 224 км². Располагается на высоте 170,8 метров над уровнем моря.
Форма озера лопастная, продолговатая: оно вытянуто с северо-запада на юго-восток. Берега каменисто-песчаные, преимущественно возвышенные, местами заболоченные.
С восточной стороны озера вытекает река Корпангийоки, впадающая с левого берега в реку Кенто. Река Кенто, в свою очередь, впадает в озеро Юляярви, которое протокой сообщается с озером Алаярви, воды из которого через протоку Ельмане втекают в озеро Среднее Куйто.
Ближе к юго-восточной оконечности озера расположен один небольшой остров без названия.
У юго-восточной оконечности озера проходит автодорога местного значения 86К-45 («Войница — Вокнаволок — Костомукша»).
Код объекта в государственном водном реестре — 02020000811102000004791.